# Max Weber
Maximilian Carl Emil Weber (21. dubna 1864 – 14. června 1920) byl německý sociolog, ekonom a právník. Bývá řazen mezi zakladatele sociologie, ačkoliv se sám v průběhu života nejvíce ztotožňoval s disciplínou ekonomie. Významně přispěl oboru sociologie jak teoreticky, tak metodologicky.
Jeho sociologické úvahy se zabývají vztahem ekonomické sféry společnosti s náboženstvím, politikou, stratifikací a právem. Významné jsou jeho zejména jeho práce věnované náboženství, moci či byrokracii. 
Mezi jeho nejznámější díla patří Protestantská etika a duch kapitalismu či jeho spisy věnované metodologii sociálních věd, v českém jazyce vydané zejména v publikaci Metodologie, sociologie a politika.

## Život a dílo
Max Weber (plným jménem Maximilian Carl Emil Weber) se narodil v durynském Erfurtu jako nejstarší z osmi dětí právníka Maxe Webera, a jeho ženy Helene Fallenstein. Již na gymnáziu začal číst antickou literaturu a studovat historii. Zároveň ho ale zajímali moderní filozofové, zejména Spinoza, Kant a Schopenhauer.
V roce 1882 začal studovat právo na univerzitě v Heidelbergu. Taky se věnoval studiu historie, ekonomické teorie, teologie a sociologie. Konkrétně se orientoval na dějiny pozdního starověku, na obchodní právo a na teorie státu. Navštěvoval přednášky významného představitele německé historické školy, Karla Kniese, které pokládal za velmi užitečné.
V Berlíně v roce 1888 se stal členem Spolku pro sociální politiku (Verein für Socialpolitik) a v roce 1889 obhájil na Berlínské univerzitě doktorskou práci. V ní Weber popsal evoluci obchodního práva v italských středověkých městech.
V roce 1892 habilitoval na právnické fakultě Berlínské univerzity a stal se docentem pro římské a obchodní právo. Po dvou letech přijal nabídku vedení katedry národního hospodářství na univerzitě ve Freiburgu. Mezitím se v roce 1893 oženil s 23letou Marianne Schnitzerovou. Jejich manželství trvalo 27 let, do smrti Maxe Webera.
Obrovský negativní vliv na Weberův psychický stav měla smrt jeho otce, která nastala brzy po jejich dramatickém rozchodu v roce 1897. Musel se kvůli tomu rozloučit s prací na univerzitě, ke které se poté vracel jenom dočasně. Následujících 12 let hodně cestoval, a to převážně po jižní Evropě. Pobýval ve Švýcarsku, v Provence, v Římě a ve Florencii.
V roce 1909 založil Německou sociologickou společnost, kterou ale po třech letech opustil kvůli ideologickým rozporům.
V době první světové války působil ve vojenských nemocnicích až do konce roku 1915. Důležitá je změna názoru Maxe Webera ohledně tohoto konfliktu: pozitivní na začátku a velmi kritický později. To je důvodem proč se účastnil diplomatických misí a mírových jednání po ukončení světové války. Stejně se měnil Weberův náhled o revoluci v Německu, kterou nejprve odsoudil. Pak se ale podílel na vybudování poválečného Německa, jelikož se stal jedním ze zakladatelů Německé demokratické strany na konci roku 1918.
Posledním pracovním místem Maxe Webera byla katedra ekonomie na Mnichovské univerzitě, kde pracoval jenom jeden rok. Max Weber předčasně zemřel 14. června roku 1920 na následky kombinace španělské chřipky a zápalu plic.

## Sociologie Maxe Webera
Weber je často považován za zakladatele moderní sociologie, neboť
1. předložil ucelenou filosofii sociální vědy vymezující systematický rámec sociologického přístupu a stanovující základní problémy sociologie;
2. na základě empirického zkoumání moderní společnosti identifikoval řadu klíčových témat, která se stala ústředními tématy dalších sociologických diskusí;
3. v nejrůznějších tematických oblastech zachytil základní charakteristiky moderní industriální společnosti (např. úvahy o byrokracii, odkouzlení).

### Pojetí sociologie Maxe Webera
Weber definuje sociologii jako vědu, která se pokouší o interpretativní porozumění lidskému jednání, aby tak mohla dospět ke kauzálnímu vysvětlení jeho průběhu a důsledků.
Dle Webera je cílem sociologie porozumět (Verstehen) významu jednání na základě budování formálních modelů (ideálních typů) jednání a jejich srovnávání. 
Toto pojetí vychází z Weberovy představy o tom, co nás dělá lidskými; Weber vidí člověka jako interpretativního tvora, který je utvářen tak, že má-li přežít, musí světu rozumět. Lidský život je tedy nepřetržitou snahou o přiřazování předstíraným jevům smysl a podle těchto interpretací realitu uspořádávat do smysluplného rámce.

#### Nehodnotící sociologie

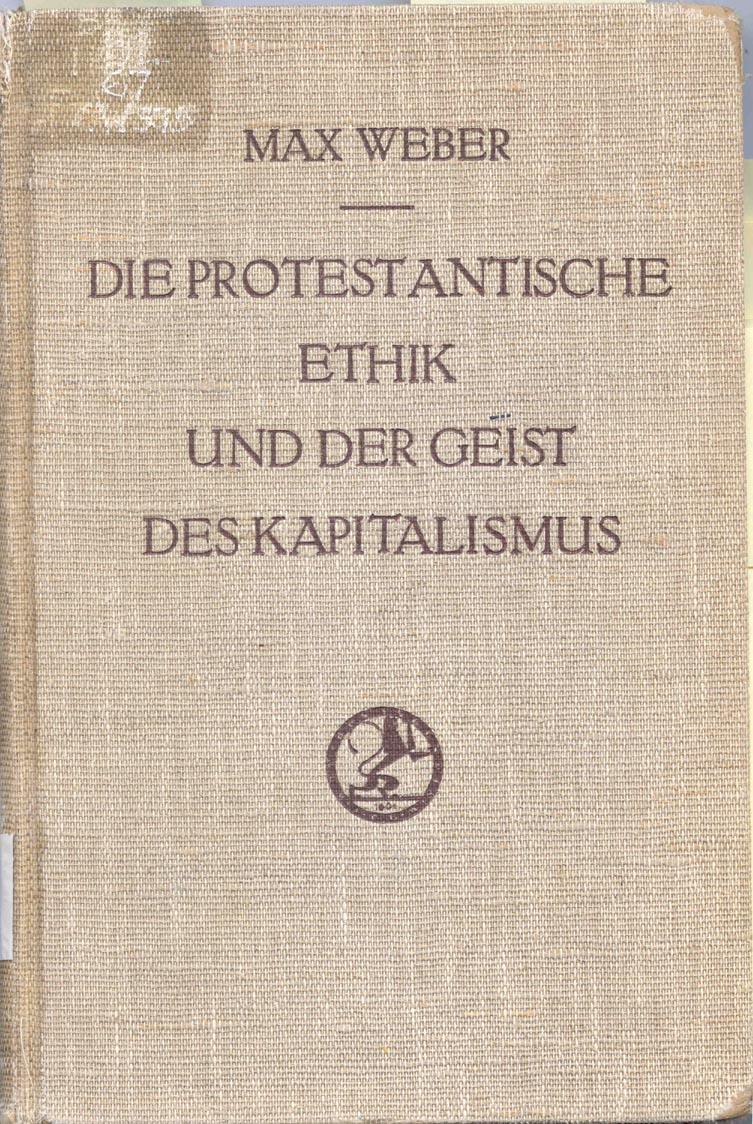
Protestantská etika a duch kapitalismu

V centru Weberova pojetí stojí požadavek sociologie jako nehodnotící vědy. Sociologie se nemá podílet na formulaci společenských cílů. Vědecké poznání se musí bránit deformaci iracionálními prvky, které do vědy zanášejí subjektivní přání a hodnoty badatelů, ovlivněné náboženskými, politickými či etickými hodnotovými soustavami.
Weber si však uvědomuje, že absolutně nehodnotící sociologie není možná, neboť už výběr tématu a definice výzkumného problému jsou ovlivněny hodnotami, které sociolog vyznává.

#### Weberova chápající sociologie
Weber je zakladatelem významného sociologického směru – tzv. chápající sociologie. Ta usiluje o poznání subjektivního smyslu sociálního jednání, které je posuzováno v konkrétních významových souvislostech, jež aktéry vedly k danému jednání, nebo jež byly tímto jednáním, třeba i neuvědoměle, vytvořeny.
Weberova chápající sociologie dala vzniknout celému interpretativnímu paradigmatu.

#### Cíl sociologického zkoumání dle M. Webera
Dle Webera je úkolem sociologie popis a výklad sociálních jevů. Výkladem Weber myslí porozumění motivům jednání, ne kauzální vysvětlení jako u přírodních jevů.
Weber odmítá, že by sociologie mohla:
- odhalit univerzální zákony lidského chování srovnatelné se zákony přírodních věd (srovnej E. Durkheim)

- potvrdit evoluční pokrok ve vývoji lidských společností (srovnej Karl Marx, Herbert Spencer)

- poskytnout nějaké hodnocení či morální posouzení stávajícího či budoucího stavu věcí (srovnej A. Comte)

- vymezit nějaké kolektivní pojmy, jako např. „stát“ nebo „rodina“, bez toho, aby je založila na individuálním jednání (tzv. metodologický individualismus).

### Metodický koncept ideálního typu
Koncepce ideálního typu je umělým intelektuálním konstruktem, který nemá existující oporu v realitě, je jaksi „utopický“. Jeho hlavním účelem je nápomoc při poměřování reality (nakolik se reálný stav odchyluje od ideálního typu). Ideálním typem je například pojem „kapitalistická ekonomika“.
Konstrukce pojmů (ideálních typů) umožňuje poznání: umožňuje přechod od různotvárnosti a rozmanitosti empirických faktů a fenoménů, od kontingence pouhé empirické současnosti a následnosti jevů k teorii o těchto faktech a fenoménech. Ideální typ je analytický konstrukt. Ideální typy jsou badatelskými hypotézami, umožňujícími orientaci v empirické látce a navzájem srovnávat fakta, procesy a společenské konstelace. Jedná se vlastně o jednostranné zdůraznění založené na vědcově zájmu. Ideální typ musí splňovat požadavek konstituce předmětu poznání a komunikaci mezi vědci.
Ideální typ má tvorbu hypotéz usměrňovat; není prostým zobrazením reality, ale poskytuje k zobrazení prostředky. Vytváření ideál typů má význam pro porovnávání s realitou. Weberova teorie obsahuje racionální jádro, neboť mezi pojmem a skutečností nikdy není úplná totožnost (pojem nevyčerpá realitu) – více viz reprezentace v jazyce. Základní problém koncepce ideál typů je v tom, že Weber všechny své závěry relativizuje. Sociální realita je velmi rozmanitá a nevyznačuje se objektivními zákonitostmi a opakovatelnostmi; sociologické poznání tudíž nemůže být odrážením skutečnosti s hlubokým proniknutím k podstatě jevů. Nejsou-li pojmy podmíněny sociální realitou jako odrazy sociálního života, neexistuje žádné spolehlivé měřítko jejich utváření; jediným měřítkem je úspěšnost. Poznávací pluralita v sociologii je tedy nevyhnutelná. Takto chápaná sociologie se nemůže stát nástrojem přeměny světa

### Sociologické teorie Maxe Webera

#### Teorie moci
Dle Webera mít moc znamená mít možnost přimět někoho, aby něco udělal proti vlastní vůli.
Weber zavádí pojem panství, kterým rozumí moc založenou na pocitu závaznosti vůči autoritě.
Rozlišuje tři druhy panství dle typu autority:
- tradiční, odvozující autoritu z tradice a neporušitelnosti poměrů
- Charismatické, založené na osobní autoritě pána a víře v jeho neobyčejné schopnosti
- legálně racionální, odvozující autoritu od přijatých neosobních pravidel

#### Teorie byrokracie
Weber se zabývá byrokracií jako racionálním způsobem řízení velkých organizací. Konstruuje ji jako ideální typ, který odlišuje od jiných (předchozích) typů správy.
Charakteristickými rysy byrokracie jako ideálního typu jsou:
- rozhodování dle obecných a neosobních pravidel
- stanovení pevných kompetencí jednotlivých úředníků
- hierarchická struktura rozhodování
- odborně školený personál, který je vzhledem k organizaci v zaměstnaneckém poměru

#### Racionalizace, kapitalismus a protestantská etika
Ačkoliv Weber odmítl v sociologii možnost formulování zákonů vývoje, implicitně považoval racionalizaci za základní trend vývoje západní kapitalistické společnosti.
Racionalizace je proces, který podřizuje všechny oblasti vztahů mezi lidmi bilancování a administraci.
Zdrojem racionalizace v západních společnostech je dle Webera kulturní změna, kterou přinesla protestantská etika. Protestantismus nebyl přímou příčinou kapitalismu, ale poskytl kulturu, která kladla důraz na individualismus, usilovnou práci, racionální jednání, spoléhání se na sebe a především odložené spotřeby.
Weberovo vysvětlení se týká pouze vzniku kapitalismu jako ideálního typu. I přesto je však tento Weberův koncept kritizován jako velmi zjednodušující.[zdroj⁠?!]

#### Pojetí stratifikace
Stratifikační hierarchie je určena dle statusu-místa člověka ve společenském žebříčku.
- společnost je rozvrstvena (stratifikována) na horní, střední a dolní vrstvu podle mnoha kritérií
- objektivní kritéria – příjem, majetek, složitost práce, dosažené vzdělání, bydlení…
- subjektivní kritéria – sebezařazení, prestiž

I ve stratifikaci se vyskytuje Marxova třída (jako pojem vrstva), ale akceptuje víc majetkové kritérium. Ve stratifikované společnosti mezi sebou jednotlivá kritéria mají souvislost: větší vzdělání → složitost práce → víc peněz → větší podíl na moci

#### Teorie jednání
Jednání je motivované chování aktérů. Cílem sociologie má být dle Webera pochopit motivace aktérů k jednání. Hledá tedy kauzalitu jednání – snaží se pochopit, co aktéry k tomuto jednání vedlo – nijak se ale nesnaží o hodnocení dopadů tohoto jednání. 
Weber vytvořil typologii jednání. Rozlišuje tyto ideální typy jednání:
- jednání tradiční (motivováno tradicemi a zvyklostmi)
- jednání afektivní (motivováno emocemi a podněty)
- hodnotově racionální jednání (motivováno hodnotami, zejména “nejvyššími hodnotami”; na základě etických, estetických či náboženských motivů)
- účelově-racionální jednání (motivováno kalkulací a intstrumentálním zaměřením se na cíl)

V procesu racionalizace společností dle Webera začíná ve společnostech nad ostatními typy jednání převažovat právě typ účelově-racionálního jednání.

## Vztah k jiným sociologickým směrům

### Weberův vztah k Marxovi a marxismu
Weber bývá považován za jednoho z hlavních kritiků Marxe a marxismu, a to z následujících důvodů:
- Klade důraz na roli kultury, zejména náboženství ve formování jednání lidí, což je odmítnutím ekonomického determinismu marxismu.
- Ve Weberových analýzách sociálních vztahů mají velký význam individuální subjektivní orientace, což je protikladem k marxistické analýze objektivních strukturálních příčin a důsledků.
- Weberova stratifikační teorie, především pak jeho pojetí statusových skupin (stavů) je v rozporu s Marxovou teorií tříd, založených výhradně na výrobních vztazích.
- Weber explicitně kritizoval marxistický názor, že imanentním rysem kapitalismu je jeho vlastní zhroucení. Tvrdil, že plánované hospodářství v socialistické společnosti by racionalizaci spíše podpořilo, než ukončilo.

### Weberův vliv na sociologické myšlení
Max Weber za svého života nezaložil žádnou školu a jeho vliv se omezil převážně na dílo Protestantská etika a duch kapitalismu, které vyvolalo řadu kritik a ohlasů. Nejdříve se zájem o jeho dílo projevil v USA, kdy Talcott Parsons přeložil do angličtiny toto dílo a navázal na něj ve své vlastní práci The structure of social action.
Později, až po druhé světové válce byl znovu objeven v rodné německé sociologii, hlavně díky přejímání vlivu sociologie USA, kde v tu dobu Parsons překládal jeho další dílo The theory of Social and Economic Organisations.
Největšímu uznání se Weberovi dostalo až v druhé polovině 20. století, kdy bylo na jeho význam upozorňováno z řad uznávaných sociologů, jako je Talcott Parsons, Pietro Rossi či Raymond Aron. Díky tomu se Weberův vliv rozšířil do oblasti celé sociologie – konkrétně jeho koncept sociální stratifikace a analýzy byrokracie.
Pokud jeho vliv v oblasti sociologie shrneme obecněji, ovlivnil všechna základní témata sociologie 20. století, jako je strukturální funkcionalismus, interpretativní sociologie, navazující na jeho koncepci smysluplného jednání a další.

## Historik Max Weber
Prvními pracemi Maxe Webera byly právě historické monografie, které mezi německými vědci konce 19. století byly považovány za základ studia ekonomiky. První eseje na historické téma napsal v roce 1877, když mu bylo 13 let:
- „Římské císařství. Doba stěhování národů“
- „Vznik německých dějin všeobecně zejména s ohledem na postavení císaře a papeže“
- „O národním charakteru, vývoji a dějinách indogermánských národů“

V roce 1889 obhájil dizertaci „Obchodní společnosti ve středověku“, kterou rozdělil do následujících částí :
- Římské a dnešní právo, průběh zkoumání
- Námořně obchodní korporace
- Rodinné a pracovní společenství
- Společenstevní právo v Pizze
- Společenstevní právo ve Florencii

Pokračoval ve studiu historie z právního a ekonomického hlediska, a v roce 1891 vyšla „Římská agrární historie v jejím významu pro veřejné a soukromé právo“.
Z dnešního hlediska lze považovat práci „Situace zemědělských dělníků ve východolabském Německu“ za historickou. Avšak v době napsání byla polská otázka současná. Weberovi se nelíbilo, že Němci byli vytlačování levnějšími pracovníky z východu. Zároveň ale přiznával, že stát má před sebou těžké dilema: musí vybrat mezi zaměstnavateli, pro které je ekonomicky efektivnější platit nižší mzdu, a nezaměstnanými německými dělníky. Zvažoval, že vláda musí podpořit druhou stranu, jelikož „jde o normativní vodítko“, které v tomto případě je důležitější než „suchá“ ekonomická statistika. Weberův názor byl negativně přijat liberály, kteří byli proti ekonomickému protekcionismu. Na druhou stranu, konzervatoři vysoce ocenili jeho práci a citovali ji při parlamentních debatách.
Jednou z posledních prací, ve kterých převládá historické téma, bylo dílo „Sociální příčiny zániku antické kultury“ napsané v roce 1896. Weber přišel k závěru, že hlavní důvod jejího zániku byl ekonomický: a to především nedostatek otroků, který změnil společenskou, a pak i politickou strukturu.

## Ekonom Max Weber
Přestože je považován nejprve za sociologa, historika a právníka, Weberův vztah k ekonomii nesmí být podceňován. Ve mnoha sociologických dílech používal příklady z ekonomické teorie (např. „Hospodářství a Společnost“), a všechny katedry, které Max Weber řídil, byly právě ekonomické. Navíc zpětné přiznával: „V průběhu mého života jsem se stal přibližně z jedné třetiny ekonomem“.
Ekonomické příspěvky Maxe Webera:
- Přednáška „Národní stát a hospodářská politika“, na univerzitě ve Freiburgu, 13. května, 1895[22]
- „Základy přednášek o obecné ekonomii“ na univerzitě ve Freiburgu, 1898[23]
- Práce o burzách a burzovním obchodování:
  - „Výsledky německého burzovního dozoru“ (1893–1898)[24]
  - „Burza I. Účel a vnější organizace burz“ (1894)
  - „Burza II. Burzovní provoz“ (1896)[25]
  - Práce „Teorie mezního užitku a základní psychofyzický zákon“ (1908)[26]

Ve mnoha svých sociologických pracích Max Weber dával příklady z ekonomie: když poprvé zavedl pojem ideálního typu, vysvětloval ho pomocí vzorů z ekonomické teorie, kde takovým ideálním typem je model ekonomického člověka (homo economicus). Při rozdělení panství na legální, charismatické a tradicionální, Weber taky analyzoval způsoby jejich financování:
1. Legální panství (byrokracie) – je financována ze státního zdanění a je pevně spojené s pravidly racionálního kapitalismu.
2. Charismatické panství existuje z darů a protiví se ekonomické racionalitě.
3. Tradicionální panství se financuje samostatně. Je spojené s racionálním kapitalismem, ale může existovat i bez něj.

## Magie
Max Weber dělil náboženské chování na magické a prosebné. První se snaží donutit božské síly k žádanému výsledku, má praktické cíle a je praktikováno zpravidla soukromě, druhé pak božské síly uctívá, má psychologické a racionální cíle a je praktikováno veřejným kněžstvem. Z těchto dvou druhů chování má být magické starší a úkony jako modlitba nebo oběť mají mít svůj původ v magických praktikách. Weber zároveň uznával, že jeho dělení je analytickým konstruktem, který neodpovídá historickým dokladům, a že v zásadě veškerá náboženství obsahují magické a prosebné prvky, přičemž za jedinou výjimku považoval některé asketické formy protestantismu.

## Dílo Maxe Webera
- 1895 Freiburská nástupní přednáška Der Nationalstaat und die Volkswirtschaftspolitik. (česky) Národní stát a národohospodářská politika, in: Weber Max, Metodologie, sociologie a politika, vybral a uspořádal Miloš Havelka, Praha, OIKOYMENH 20092, ISBN 978-80-7298-389-6, s. 294–315.
- Die 'Objektivität' sozialwissenschaftlicher und sozialpolitischer Erkenntnis, in: Archiv für Sozialwissenschaft und Sozialpolitik 19 (1904), 22–87, (česky) "Objektivita" sociálněvedního a sociálněpolitického poznání, in: Weber Max, Metodologie, sociologie a politika, vybral a uspořádal Miloš Havelka, Praha, OIKOYMENH 20092, ISBN 978-80-7298-389-6, s. 7–63.
- Die protestantishe Ethik und der Geist des Kapitalismus, 1904–1905. (česky) Protestantská etika a duch kapitalismu, in: Weber Max, Metodologie, sociologie a politika, vybral a uspořádal Miloš Havelka, Praha, OIKOYMENH 20092, ISBN 978-80-7298-389-6, s. 182–242.
- Wissenschaft als Beruf, 1919. (česky) Věda jako povolání, in: Weber Max, Metodologie, sociologie a politika, vybral a uspořádal Miloš Havelka, Praha, OIKOYMENH 20092, ISBN 978-80-7298-389-6, s. 108–132.
- Politik als Beruf, München und Leipzig 1919, (česky) Politika jako povolání, in: Weber Max, Metodologie, sociologie a politika, vybral a uspořádal Miloš Havelka, Praha, OIKOYMENH 20092, ISBN 978-80-7298-389-6, s. 243–293.
- Wirtschaft und Gesellschaft, 1922
  - úvodní metodologický vstup vyšel samostatně jako Soziologische Grundbegriffe, (česky) Základní sociologické pojmy, in: Weber Max, Metodologie, sociologie a politika, vybral a uspořádal Miloš Havelka, Praha, OIKOYMENH 20092, ISBN 978-80-7298-389-6, s. 133–168.
  - 5. kapitola (česky) Weber Max, Sociologie náboženství, Praha, Vyšehrad 1998
- Gesammelte Aufsätze zur Religionsoziologie, 1920–21, 1922–23
  - úvodní Vorbemerkung je asi poslední Weberovou prací (česky) Předznamenání k Sebraným statím k sociologii náboženství, in: Weber Max, Metodologie, sociologie a politika, vybral a uspořádal Miloš Havelka, Praha, OIKOYMENH 20092, ISBN 978-80-7298-389-6, s. 169–181.
- Gesammelte politische Schriften, 1921
- Gesammelte Aufsätze zur Soziologie und Sozialpolitik, 1924
  - Přednáška (česky) Socialismus, in: Weber Max, Metodologie, sociologie a politika, vybral a uspořádal Miloš Havelka, Praha, OIKOYMENH 20092, ISBN 978-80-7298-389-6, s. 316–342.
- Schriften zur theoretischen Soziologie, zur Soziologie der Politik und Verfassung, 1947
- Soziologie, Weltgeschichtliche Analysen, 1956